# Belgique au Concours Eurovision de la chanson 1978
La Belgique a participé au Concours Eurovision de la chanson 1978 à Paris, en France.
Le pays est représenté par Jean Vallée et la chanson L'amour ça fait chanter la vie, sélectionnés par la RTBF.

## Sélection
L'émission de la sélection nationale a eu lieu le 8 février 1978 à Bruxelles.
Huit chansons ont participé à la finale nationale. La chanson belge se qualifiant pour l'Eurovision 1978 est choisie au moyen des votes d'un jury. Seule la chanson gagnante fut annoncée. 

### Finale nationale
| Ordre | Artiste        | Chanson                        | Points | Place |
| ----- | -------------- | ------------------------------ | ------ | ----- |
| 1     | Henri Seroka   | L'Odyssée                      | -      | -     |
| 2     | Frank Michael  | À qui parler d'amour           | -      | -     |
| 3     | Jean Vallée    | L'amour ça fait chanter la vie | 1      | -     |
| 4     | Jacques Hustin | L'an 2000 c'est demain         | -      | -     |
| 5     | Paul Louka     | Le Vieux Marin                 | -      | -     |
| 6     | Delizia        | Qui viendra réinventer l'amour | -      | -     |
| 7     | Marc Farell    | Confidence pour confidence     | -      | -     |
| 8     | Franck Olivier | La Fête                        | -      | -     |

## À l'Eurovision

### Points attribués par la Belgique
| 12 points | Israël      |
| 10 points | Irlande     |
| 8 points  | France      |
| 7 points  | Suisse      |
| 6 points  | Monaco      |
| 5 points  | Allemagne   |
| 4 points  | Royaume-Uni |
| 3 points  | Luxembourg  |
| 2 points  | Espagne     |
| 1 point   | Italie      |

### Points attribués à la Belgique
| 12 points                                         | 10 points                     | 8 points    | 7 points                        | 6 points            |
| ------------------------------------------------- | ----------------------------- | ----------- | ------------------------------- | ------------------- |
| - France - Grèce - Irlande - Monaco - Royaume-Uni | - Suisse                      |             | - Israël - Luxembourg - Norvège | - Finlande - Italie |
| 5 points                                          | 4 points                      | 3 points    | 2 points                        | 1 point             |
| - Pays-Bas                                        | - Autriche - Portugal - Suède | - Allemagne | - Espagne                       |                     |

Jean Vallée interprète L'amour ça fait chanter la vie en 10e position lors du concours suivant la Suisse et précédant les Pays-Bas. Au terme du vote final, la Belgique termine 2e sur 20 pays, obtenant 125 points.